# Coupe des Pays-Bas de football 1910-1911
Navigation
Coupe des Pays-Bas 1909-1910 Coupe des Pays-Bas 1911-1912
La Coupe des Pays-Bas de football 1910-1911, nommée la KNVB Beker, est la 13e édition de la Coupe des Pays-Bas.

## Déroulement de la compétition
Tous les tours se jouent en élimination directe. À chaque tour, un tirage au sort est effectué pour déterminer les adversaires.

## Finale
La finale se joue le 7 mai 1911 à Haarlem, le Quick La Haye bat le HFC Haarlem  1 à 0 et remporte son troisième titre.